# Sânnicolau de Beiuș, Bihor
Sânnicolau de Beiuș este un sat în comuna Șoimi din județul Bihor, Crișana, România.

## Istoric
Importantă așezare medievală, pusă în valoare de săpăturile arheologice din ultimele decenii, care au scos la iveală fundațiile unor biserici din secolele XI-XII. 
La Sânnicolau se păstreaza și turnul-clopotniță al unei biserici romanice din sec. al XIII-lea.

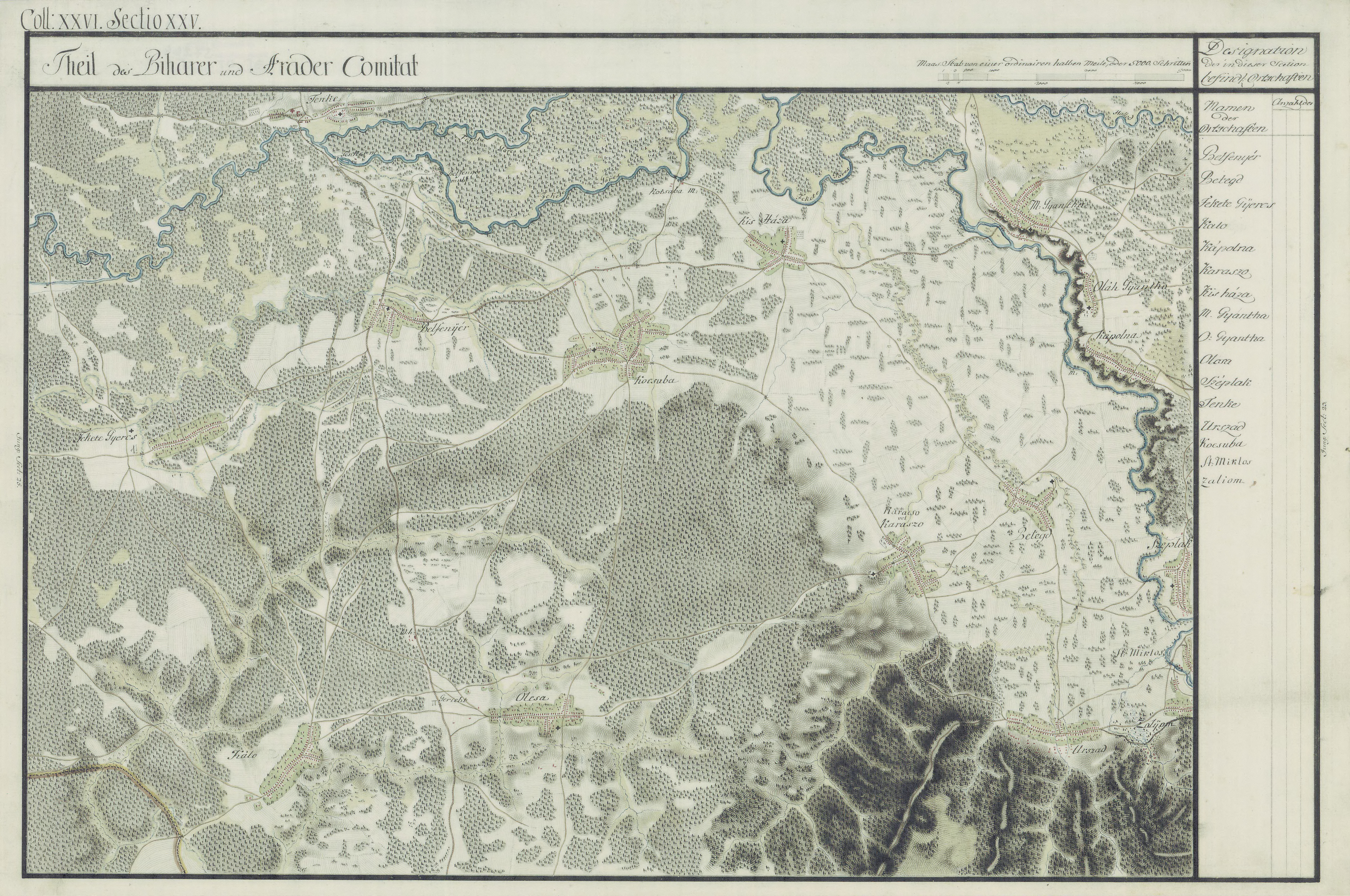
Sânnicolau de Beiuș în Harta Iozefină a Comitatului Bihor, 1782-85

## Obiective turistice
- Ruinele complexului monastic de la Sânnicolau de Beiuș

 Acest articol despre o localitate din județul Bihor este deocamdată un ciot. Puteți ajuta Wikipedia prin completarea lui.